# Dvorany nad Nitrou
Dvorany nad Nitrou és un poble i municipi d'Eslovàquia que es troba a la regió de Nitra, al sud-oest del país. L'any 2011 tenia 754 habitants.

## Història
La primera menció escrita de la vila es remunta al 1285.

## Demografia
| Godina             | 1994 | 2004    | 2014   | 2024   |
| ------------------ | ---- | ------- | ------ | ------ |
| Nombre de persones | 683  | 775     | 761    | 814    |
| Diferència         |      | +13,46% | −1,80% | +6,96% |

| Godina             | 2023 | 2024   |
| ------------------ | ---- | ------ |
| Nombre de persones | 810  | 814    |
| Diferència         |      | +0,49% |